# Phường 2, Vĩnh Châu
Phường 2 là một phường thuộc thị xã Vĩnh Châu, tỉnh Sóc Trăng, Việt Nam.

## Địa lý
Phường 2 nằm ở trung tâm thị xã Vĩnh Châu, có vị trí địa lý:
- Phía đông giáp xã Lạc Hòa
- Phía tây giáp Phường 1
- Phía nam giáp Biển Đông
- Phía bắc giáp phường Khánh Hòa.

Phường 2 có diện tích 44,61 km², dân số năm 2022 là 28.955 người, mật độ dân số đạt 663 người/km².

## Hành chính
Phường 2 được chia thành 11 khóm: Cà Lăng A, Cà Lăng A Biển, Cà Lăng B, Cà Săng, Đai Rụng, Giồng Me, Sân Chim, Soài Côn, Vĩnh An, Vĩnh Bình, Vĩnh Trung.

## Lịch sử
Địa bàn, Phường 2 trước đây là xã Vĩnh Châu thuộc huyện Vĩnh Châu.
Sau năm 1975, Vĩnh Châu là một xã thuộc huyện Vĩnh Châu.
Ngày 15 tháng 9 năm 1981, Hội đồng Bộ trưởng ban hành Quyết định số 70-HĐBT về việc chia xã Vĩnh Châu thành 4 xã: Vĩnh Châu, Vĩnh Khánh, Vĩnh Hải và Vĩnh Hòa.
Ngày 16 tháng 9 năm 1989, Hội đồng Bộ trưởng ban hành Quyết định số 128-HĐBT. Lúc này, xã Vĩnh Châu có 2.857,97 ha diện tích tự nhiên và 9.898 nhân khẩu; xã Vĩnh Hòa có 2.315,02 ha diện tích tự nhiên và 8.220 nhân khẩu.
Ngày 7 tháng 12 năm 1990, Ban Tổ chức – Cán bộ Chính phủ ban hành Quyết định số 547/TCCP về việc:
- Sáp nhập 630,39 ha diện tích tự nhiên và 611 nhân khẩu của xã Vĩnh Châu vào xã Khánh Hòa.
- Sáp nhập 652,11 ha diện tích tự nhiên và 1.397 nhân khẩu của xã Vĩnh Châu vào thị trấn Vĩnh Châu.
- Sáp nhập xã Vĩnh Hòa vào xã Vĩnh Châu.

Sau khi phân vạch địa giới hành chính, xã Vĩnh Châu có 3.890,49 ha diện tích tự nhiên và 17.475 nhân khẩu.
Ngày 25 tháng 8 năm 2011, Chính phủ ban hành Nghị quyết số 90/NQ-CP về việc:
- Thành lập thị xã Vĩnh Châu thuộc tỉnh Sóc Trăng.
- Thành lập Phường 2 thuộc thị xã Vĩnh Châu trên cơ sở toàn bộ 4.470,84 ha diện tích tự nhiên và 22.175 người của xã Vĩnh Châu.